# Stenochora lancinalis
Stenochora lancinalis là một loài bướm đêm trong họ Crambidae.